# Enrique Egas

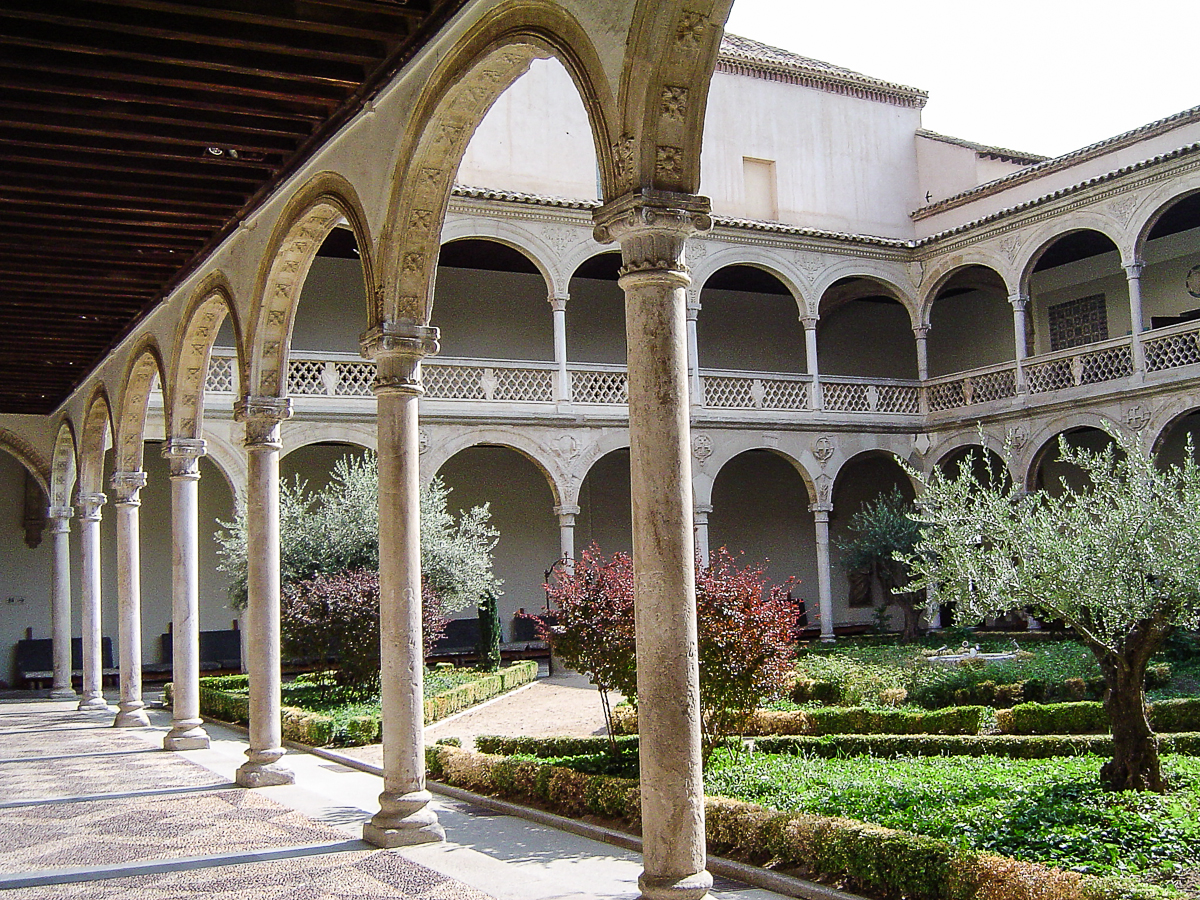
Innenhof des Hospital de Santa Cruz, Toledo

Enrique Egas (* um 1455 in Toledo; † 1534 ebenda) war ein Architekt und Bildhauer in der Zeit der spanischen Hochrenaissance.

## Leben
Enrique Egas war der Sohn des – zusammen mit seinen Brüdern – aus Flandern zugewanderten Architekten und Bildhauers Egas Cueman. Ende des 15. Jahrhunderts wirkte er mit am Bau der Kathedrale von Toledo und am Hospital de Santa Cruz. Seine Mitwirkung am Hospital de los Reyes Católicos in Santiago de Compostela und am Hospital Real de Granada ist ebenfalls belegt. Im Jahr 1511 erhielt er die Aufsicht über den Bau der königlichen Grabkapelle (Capilla Real) in Granada. Außerdem gibt es Hinweise auf seine Beteiligung an der Kathedrale von Málaga, am Monasterio de Uclés sowie an der Bibliothek der Universität Salamanca und an der Kathedrale von Jaén.
Obwohl ihm kein einziges Werk mit Sicherheit zugeschrieben werden kann, ist seine Bedeutung für die spanische Kunst der Zeit um und nach 1500 erheblich.